# Шомон (Горња Марна)
Шомон (фр. Chaumont) насеље је и општина у североисточној Француској у региону Шампањ-Арден, у департману Горња Марна која припада префектури Шомон.
По подацима из 2011. године у општини је живело 22.705 становника, а густина насељености је износила 410,88 становника/km². Општина се простире на површини од 55,26 km². Налази се на средњој надморској висини од 314 метара.

## Демографија
| 1962.  | 1968.  | 1975.  | 1982.  | 1990.  | 1999.  | 2011.  |
| ------ | ------ | ------ | ------ | ------ | ------ | ------ |
| 23.025 | 26.067 | 27.226 | 27.554 | 27.041 | 25.996 | 22.705 |

График промене броја становника у току последњих година